# Europejska Organizacja Najwyższych Organów Kontroli

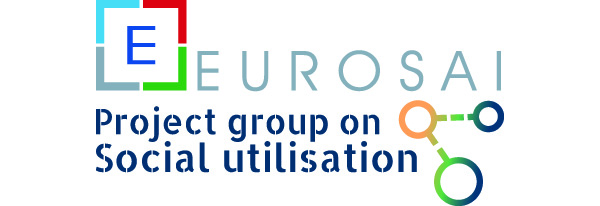
Logo EUROSAIL

Europejska Organizacja Najwyższych Organów Kontroli (EUROSAI, ang. European Organisation of Supreme Audit Institutions) – powstała w 1990 roku w Madrycie regionalna grupa robocza Międzynarodowej Organizacji Najwyższych Organów Kontroli INTOSAI. Zrzesza 50 członków, w tym Najwyższe Organy Kontroli (NOK) z 49 krajów (z Polski – Najwyższa Izba Kontroli), oraz Europejski Trybunał Obrachunkowy. Najwyższą władzą w organizacji jest odbywający się co 3 lata kongres; gospodarz kongresu przejmuje przewodnictwo organizacji do kolejnego kongresu. Podczas VII Kongresu EUROSAI w Krakowie (2008) NIK przejęła na 3 lata przewodnictwo w organizacji, które w 2011 r. przekazała Trybunałowi Obrachunkowemu (Tribunal de Contas) Portugalii. 
Dotychczasowe kongresy: 
- Madryt (1990),
- Sztokholm (1993),
- Praga (1996),
- Paryż (1999),
- Moskwa (2002),
- Bonn (2005),
- Kraków (2008),
- Lizbona (2011),
- Haga (2014),
- Stambuł (2017)[2],
- Czechy (2021)[3],
- Izrael (2024)[4].

Kolejny kongres odbędzie się w 2027 roku na Słowacji i będzie poświęcony tematyce „Zrównoważony rozwój i promowanie różnorodności". 
Z okazji VII Kongresu EUROSAI, który odbył się w dniach 2-5 czerwca 2008 roku w Krakowie, Poczta Polska wydała okolicznościowy znaczek pocztowy o nominale 3 zł 55 gr.
Najwyższa Izba Kontroli jest aktualnie członkiem zarządu EUROSAI (wybrana w 2017 r. w Stambule w pierwszej turze głosowania większością głosów członkowskich Kongresu EUROSAI) oraz jej drugim wiceprzewodniczącym.